# Клочков Ігор Євгенович
Ігор Євгенович Клочков (нар. 30 липня 1939, місто Ростов-на-Дону, тепер Російська Федерація) — радянський та російський діяч, секретар та заступник голови ВЦРПС, голова Федерації незалежних профспілок Росії. Депутат Верховної ради РРФСР 10—11-го скликань. Депутат Державної думи Федеральних зборів Російської Федерації 1-го скликання (1993—1995).

## Біографія
У 1961 році закінчив Одеський інженерно-будівельний інститут, інженер-будівельник.
З 1961 року — майстер будівельно-монтажного поїзду № 181 тресту «Моселектротягбуд». 
У 1963—1965 роках — 2-й секретар, у 1965—1968 роках — 1-й секретар Наро-Фомінського міського комітету ВЛКСМ Московської області.
Член КПРС з 1964 до серпня 1991 року.
У 1968—1969 роках — старший інженер, у 1969—1970 роках — секретар партійного комітету тресту «Гідромонтаж» Міністерства середнього машинобудування СРСР у Московській області.
У 1970—1975 роках — голова виконавчого комітету Наро-Фомінської міської ради депутатів трудящих Московської області.
Закінчив заочно Вищу партійну школу при ЦК КПРС.
У 1975—1977 роках — 1-й секретар Наро-Фомінської міського комітету КПРС Московської області.
У 1977—1986 роках — секретар Московського обласного комітету КПРС.
29 грудня 1986 — 8 вересня 1989 року — секретар Всесоюзної Центральної ради професійних спілок (ВЦРПС).
8 вересня 1989 — 23 жовтня 1990 року — заступник голови Всесоюзної Центральної ради професійних спілок (ВЦРПС).
У вересні 1989 (березні 1990) — 1993 року — голова Федерації незалежних профспілок Росії; голова Профбанку.
У 1993 році обраний депутатом Державної думи Федеральних зборів Російської Федерації першого скликання. У Державній думі був заступником голови Комітету з інформаційної політики та зв'язку, входив до фракції Аграрної партії Росії.
Подальша доля невідома.

## Родина
Одружений, двоє дочок.

## Нагороди
- орден Дружби народів
- два ордени «Знак Пошани»
- медаль